# Saint-Germain-du-Pinel
Pour les articles homonymes, voir Saint-Germain.
Saint-Germain-du-Pinel est une commune française située dans le département d'Ille-et-Vilaine en Région Bretagne, peuplée de 1 007 habitants.

## Géographie
Saint-Germain-du-Pinel est une commune du pays vitréen, située entre Vitré et La Guerche-de-Bretagne, dans la partie orientale du département d'Ille-et-Vilaine.

### Communes limitrophes
|          | Argentré-du-Plessis    |                   |
| Domalain | Saint-Germain-du-Pinel | Gennes-sur-Seiche |
|          | Moutiers               |                   |

### Hydrographie
Pour un article plus général, voir Réseau hydrographique d'Ille-et-Vilaine.
La commune est située dans le bassin Loire-Bretagne. Elle n'est drainée par aucun cours d'eau,.

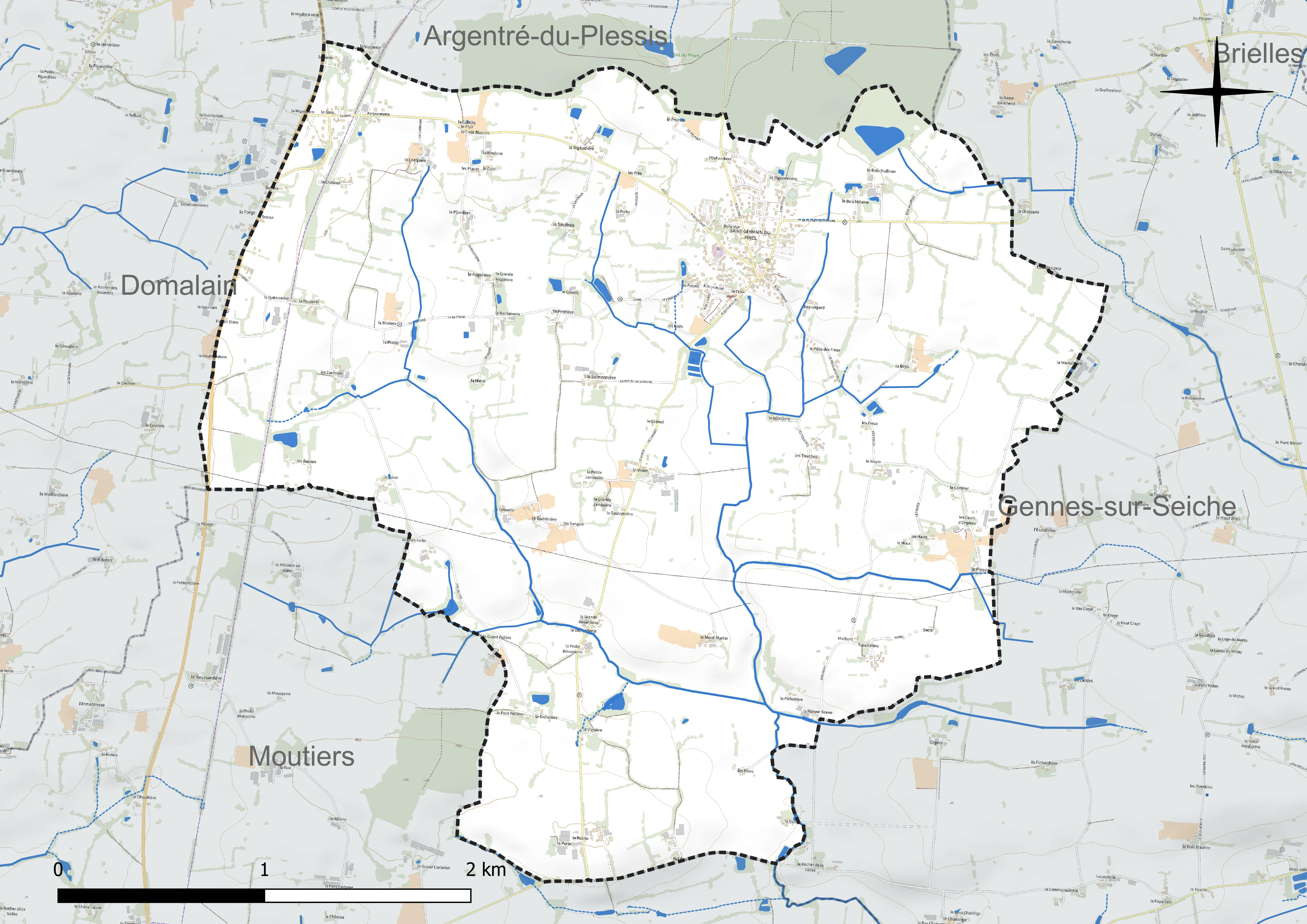
Réseau hydrographique de Saint-Germain-du-Pinel.

### Climat
Pour des articles plus généraux, voir Climat de la Bretagne et Climat d'Ille-et-Vilaine.
En 2010, le climat de la commune est de type climat océanique altéré, selon une étude du CNRS s'appuyant sur une série de données couvrant la période 1971-2000. En 2020, Météo-France publie une typologie des climats de la France métropolitaine dans laquelle la commune est exposée à un climat océanique et est dans la région climatique  Bretagne orientale et méridionale, Pays nantais, Vendée, caractérisée par une faible pluviométrie en été et une bonne insolation. Parallèlement l'observatoire de l'environnement en Bretagne publie en 2020 un zonage climatique de la région Bretagne, s'appuyant sur des données de Météo-France de 2009. La commune est, selon ce zonage, dans la zone « Sud Est », avec des étés relativement chauds et ensoleillés.  
Pour la période 1971-2000, la température annuelle moyenne est de 11,3 °C, avec une amplitude thermique annuelle de 13,4 °C. Le cumul annuel moyen de précipitations est de 765 mm, avec 12,9 jours de précipitations en janvier et 7 jours en juillet. Pour la période 1991-2020, la température moyenne annuelle observée sur la station météorologique la plus proche, située sur la commune d'Arbrissel à 14 km à vol d'oiseau, est de 12,1 °C et le cumul annuel moyen de précipitations est de 718,7 mm,. Pour l'avenir, les paramètres climatiques de la commune estimés pour 2050 selon différents scénarios d'émission de gaz à effet de serre sont consultables sur un site dédié publié par Météo-France en novembre 2022.

## Urbanisme

### Typologie
Au 1er janvier 2024, Saint-Germain-du-Pinel est catégorisée commune rurale à habitat dispersé, selon la nouvelle grille communale de densité à sept niveaux définie par l'Insee en 2022.
Elle est située hors unité urbaine. Par ailleurs la commune fait partie de l'aire d'attraction de Vitré, dont elle est une commune de la couronne,. Cette aire, qui regroupe 30 communes, est catégorisée dans les aires de 50 000 à moins de 200 000 habitants,.

### Occupation des sols
L'occupation des sols de la commune, telle qu'elle ressort de la base de données européenne d'occupation biophysique des sols Corine Land Cover (CLC), est marquée par l'importance des territoires agricoles (94,4 % en 2018), en diminution par rapport à 1990 (96 %). La répartition détaillée en 2018 est la suivante : 
zones agricoles hétérogènes (57,2 %), terres arables (31,6 %), prairies (5,6 %), zones urbanisées (3,8 %), zones industrielles ou commerciales et réseaux de communication (0,9 %), forêts (0,9 %). L'évolution de l'occupation des sols de la commune et de ses infrastructures peut être observée sur les différentes représentations cartographiques du territoire : la carte de Cassini (XVIIIe siècle), la carte d'état-major (1820-1866) et les cartes ou photos aériennes de l'IGN pour la période actuelle (1950 à aujourd'hui).

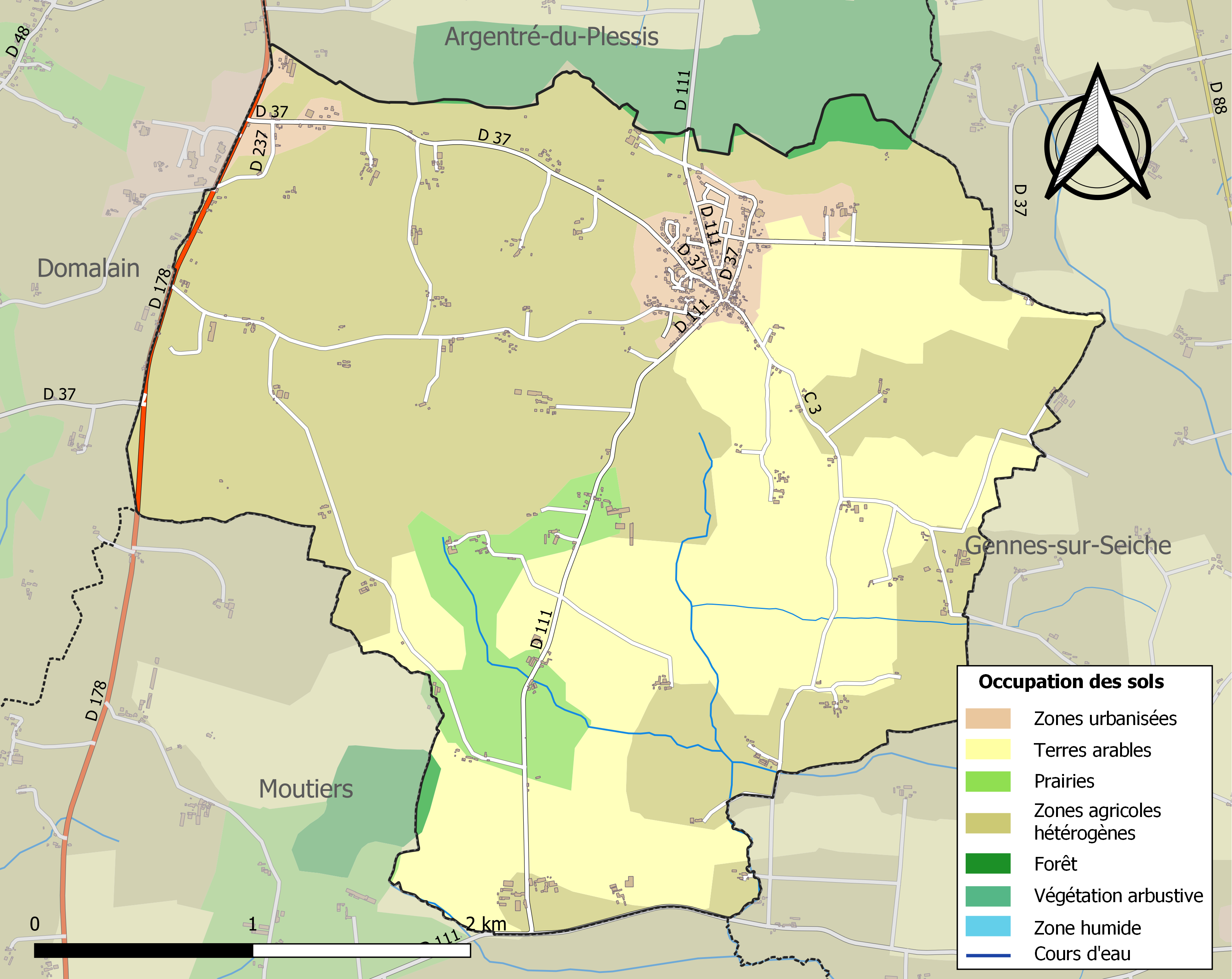
Carte des infrastructures et de l'occupation des sols de la commune en 2018 (CLC).

## Toponymie
Le nom de la localité est attesté sous la forme ecclesia Sancti Germani de Pinello en 1516.
La première moitié du nom de la commune vient de saint Germain , qui fut évêque d'Auxerre.
La commune doit la deuxième partie de son nom à la seigneurie du Pinel, qui fut importante dès le XIIe siècle (de nos jours le bois du Pinel est situé pour l'essentiel dans la commune voisine d'Argentré-du-Plessis, mais déborde un peu dans la partie nord de la commune, notamment au niveau du Bois Halbran).

## Histoire

### Moyen-Âge
La paroisse de Saint-Germain-du-Pinel dépendait autrefois de la châtellenie du Désert, qui appartint aux barons de Châteaubriant, puis à ceux de Vitré à partir de 1542, et disposait du droit de haute justice. Le chef-lieu de la châtellenie du Désert se trouvait au manoir de la Rivière du Désert, en Visseiche, et s'étendait sur le territoire des paroisses d'Availles, Bais, Brielles, Chancé, Domalain, Gennes, Moulins, Moutiers, Le Pertre, Saint-Germain-du-Pinel, Vergéal et Visseiche.

### Époque moderne
L'histoire ne signale l'existence d'aucun ancien manoir à Saint-Germain-du-Pinel.
La cure était présentée par l'abbé de la Roë en Anjou et avait pour recteur un chanoine régulier.

### LeXIXesiècle
En mai 1832, lors de l'insurrection légitimiste de 1832, une révolte chouanne, soutenant les légitimistes, considérant Henri V comme roi légitime, contre la Monarchie de Juillet (le roi Louis-Philippe étant considéré comme un usurpateur), nécessita la présence de détachements de troupes du 46e de ligne et de la Garde nationale à Châteaubourg, Saint-Jean-sur-Vilaine, Saint-Aubin-des-Landes, Pocé-les-Bois, etc. ; le 30 mai 1832, un combat oppose les chouans commandés par Alexandre Courson de la Villevalio et Jean-François Le Nepvou de Carfort d'une part, et les forces de l'ordre commandées par le général de Castres sur la lande de Touchenault, près de la ferme de la Gaudinière en Vergeal, à la limite de Saint-Germain-du-Pinel,.
En 1866, quelques cas de choléra sont observés à Saint-Germain-du-Pinel, ainsi que dans des communes voisines, particulièrement dans la commune d'Étrelles où, du 18 août au 3 novembre, 60 personnes, dont 40 femmes, ont été atteintes. 3 personnes ont succombé à cette épidémie.

### LeXXesiècle

#### L'Entre-deux-guerres
En 1926, l'école publique des filles de Saint-Germain-du-Pinel n'avait que trois élèves.

## Politique et administration
| Période                                  | Période   | Identité             | Étiquette | Qualité            |
| ---------------------------------------- | --------- | -------------------- | --------- | ------------------ |
| 1790                                     |           | François Perche      |           |                    |
| 1799                                     |           | François Orhand      |           |                    |
| 1815                                     |           | Jean Heinry          |           |                    |
| 1824                                     |           | François Plattier    |           |                    |
| 1829                                     |           | François Perche      |           |                    |
| 1830                                     |           | Jean Heslebeux       |           |                    |
| 1843                                     |           | Augustin Heinry      |           |                    |
| 1852                                     |           | Jean Heslebeux       |           |                    |
| 1864                                     |           | François Gravier     |           |                    |
| 1867                                     |           | Pierre Morisseau     |           |                    |
| 1870                                     |           | François Gravier     |           |                    |
| 1871                                     |           | Pierre Morisseau     |           |                    |
| 1876                                     |           | Prosper Marquet      |           |                    |
| 1892                                     |           | Jean Heslebeux       |           |                    |
| 1893                                     |           | Jean-Marie Coquereau |           |                    |
| 1896                                     |           | Victor Baslé         |           |                    |
| 1904                                     |           | Jean Heslebeux       |           |                    |
| 1908                                     |           | Jean Gautier         |           |                    |
| Les données manquantes sont à compléter. |           |                      |           |                    |
| novembre 1947                            | mars 1975 | Joseph Béguin        | MRP       | Maire honoraire    |
| Les données manquantes sont à compléter. |           |                      |           |                    |
| ?                                        | mars 1989 | Xavier Loison        |           |                    |
| mars 1989                                | juin 1995 | Albert Fesselier     |           | Agriculteur        |
| juin 1995                                | mars 2014 | Jean-Yves Martin     | UDF       | Ingénieur agricole |
| mars 2014                                | En cours  | Érick Geslin         | DVD       | Cadre              |
| Les données manquantes sont à compléter. |           |                      |           |                    |

## Démographie
L'évolution du nombre d'habitants est connue à travers les recensements de la population effectués dans la commune depuis 1793. Pour les communes de moins de 10 000 habitants, une enquête de recensement portant sur toute la population est réalisée tous les cinq ans, les populations de référence des années intermédiaires étant quant à elles estimées par interpolation ou extrapolation. Pour la commune, le premier recensement exhaustif entrant dans le cadre du nouveau dispositif a été réalisé en 2005.
En 2022, la commune comptait 1 007 habitants, en évolution de +10,18 % par rapport à 2016 (Ille-et-Vilaine : +5,46 %, France hors Mayotte : +2,11 %).
| 1793 | 1800 | 1806  | 1821  | 1831  | 1836 | 1841 | 1846  | 1851  |
| ---- | ---- | ----- | ----- | ----- | ---- | ---- | ----- | ----- |
| 961  | 850  | 1 065 | 1 005 | 1 030 | 991  | 991  | 1 002 | 1 021 |

| 1856  | 1861 | 1866 | 1872 | 1876 | 1881 | 1886 | 1891 | 1896 |
| ----- | ---- | ---- | ---- | ---- | ---- | ---- | ---- | ---- |
| 1 007 | 955  | 884  | 820  | 822  | 892  | 846  | 820  | 811  |

| 1901 | 1906 | 1911 | 1921 | 1926 | 1931 | 1936 | 1946 | 1954 |
| ---- | ---- | ---- | ---- | ---- | ---- | ---- | ---- | ---- |
| 801  | 778  | 785  | 693  | 678  | 661  | 656  | 684  | 659  |

| 1962 | 1968 | 1975 | 1982 | 1990 | 1999 | 2005 | 2006 | 2010 |
| ---- | ---- | ---- | ---- | ---- | ---- | ---- | ---- | ---- |
| 655  | 620  | 591  | 605  | 629  | 648  | 779  | 789  | 877  |

| 2015 | 2020 | 2022  | - | - | - | - | - | - |
| ---- | ---- | ----- | - | - | - | - | - | - |
| 913  | 969  | 1 007 | - | - | - | - | - | - |

## Transports
La commune est desservie par la ligne de bus n°6 de Vitré Communauté.

## Lieux et monuments

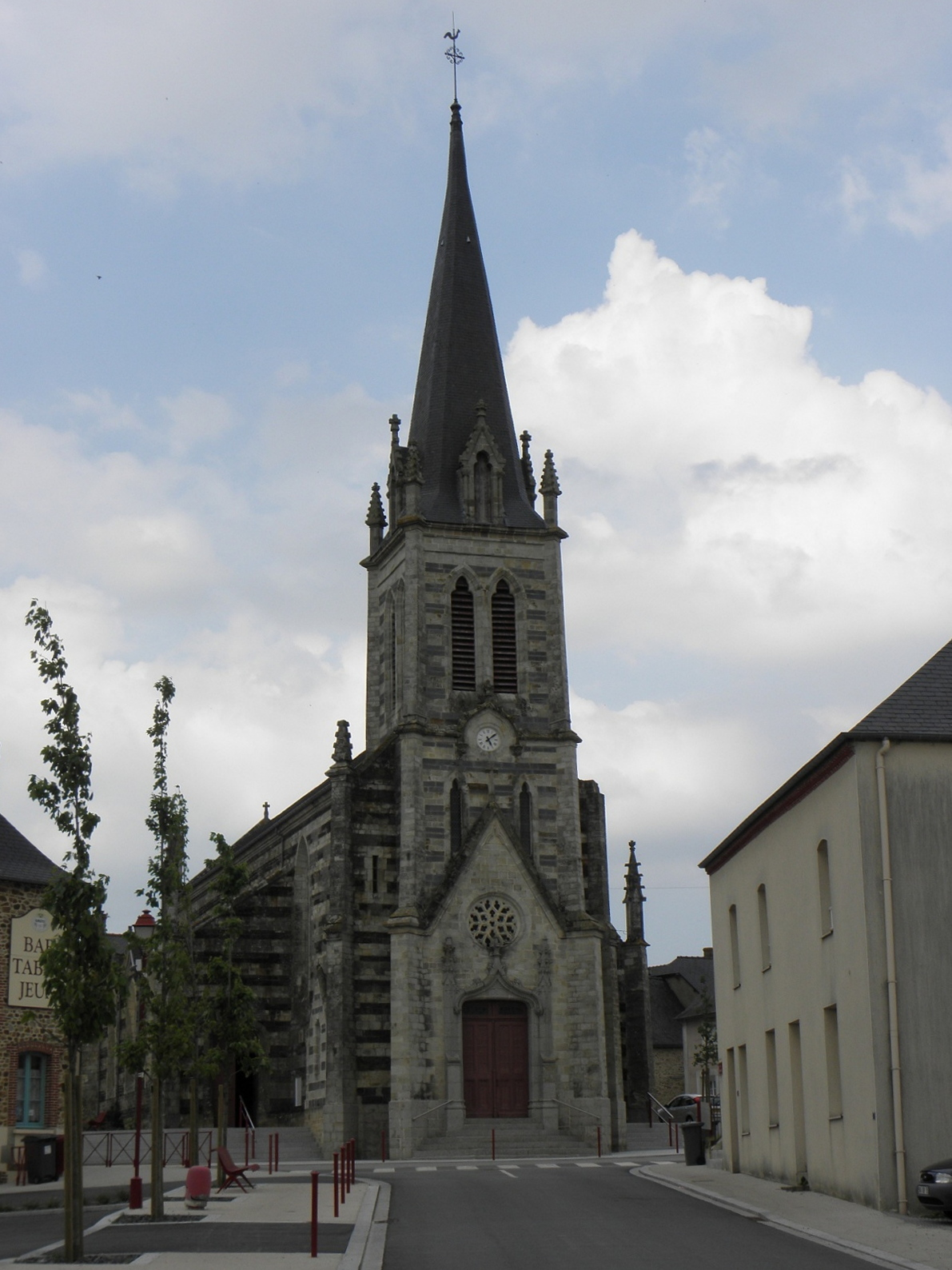
L'église paroissiale Saint-Germain.

- L'église paroissiale Saint-Germain.

## Activités et manifestations

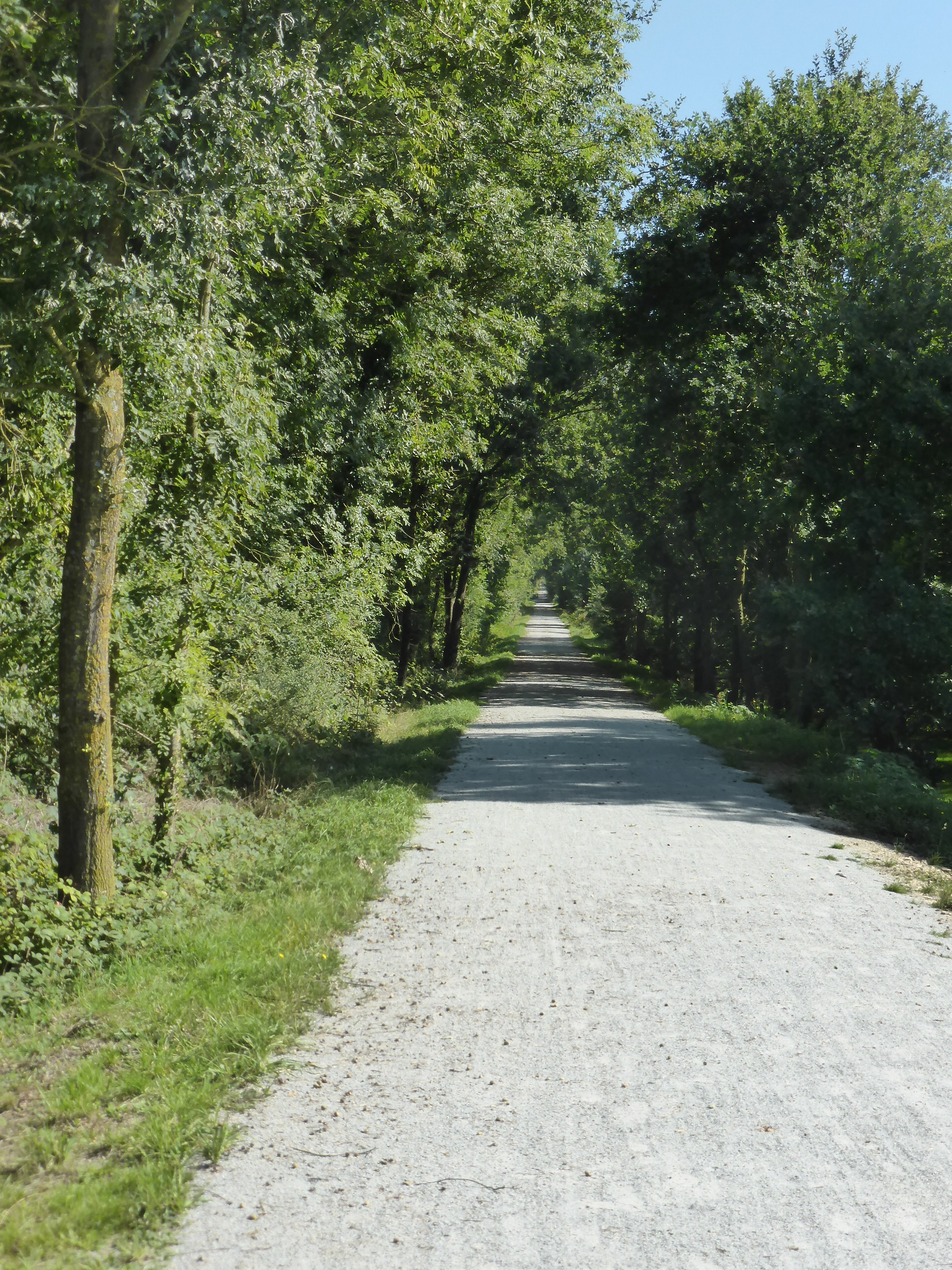
Voie verte Vitré-Moutiers

L'ancienne voie ferrée qui reliait Vitré à La Guerche de Bretagne est transformée en voie verte. Le parcours de 20 km, utilisé par randonneurs, cyclistes et chevaux, part de Vitré, passe à l'ouest du bourg de St-Germain et se termine à Moutiers.